# Min Won-sik
 (mars 2024).
Min Won-sik (hangeul : 민원식, hanja : 閔元植, 12 juillet 1886 - 17 février 1921) est un homme politique et journaliste coréen de la fin de la période Joseon et de l'époque de la domination japonaise. Il était un défenseur des droits politiques et de l'autonomie de la Corée. Également écrivain et poète de renom, il utilisait les pseudonymes de Chungam (정암, 正菴), Nankok (난곡, 蘭谷), Handong (한동, 韓東), et Yangha (양하, 養何).
Il croyait au soutien japonais dans les intérêts coréens et soutenait le principe d'une Corée autonome dans le système impérial japonais. Il est poignardé en 1921 au sein de l'Hôtel impérial de Tokyo par un militant indépendantiste coréen et  meurt de ses blessures à 34 ans.

## Biographie
Originaire du Gyeonggi, Min est le fils de Min Young-jun, mais a été adopté par un parent nommé Min Young-woo (de son vrai nom Min Young-ok). Sa famille appartient au clan Yeoheung Min (en),  une célèbre famille noble de la dynastie Joseon, et il est un parent éloigné de l'impératrice Myeongseong et de l'impératrice Sunmyeonghyo (en). On disait que sa famille avait été pauvre pendant un certain temps. Il épouse Eom Chae-deok en octobre 1906, après la mort de sa première femme, qui était la nièce de la noble impératrice consort Sunheon (en) du clan Yeongwol Eom (en), la concubine du roi Gojong.
En 1899, Min se rend au Japon pour enseigner le coréen à l'école de langues étrangères d'Asie de l'Est (동아어학교). En février 1905, il retourne en Corée et est nommé dans la police (Gyeongmucheong Chongsun, 경무청 총순, 警務廳總巡), mais démissionne au bout d'un an. Sous le protectorat japonais sur la Corée, il est rapidement promu grâce aux parrainages d'Itō Hirobumi et Hasegawa Yoshimichi, et devient  finalement secrétaire du ministère de l'Intérieur en juillet 1906, et directeur de l'hygiène du Bureau de la santé et de l'assainissement au sein du ministère de l'Intérieur en août 1906. Dans le cadre de ses efforts pour améliorer le contrôle des maladies infectieuses en Corée, il introduit un système de prostitution réglementé par l'État avec des tests obligatoires pour les maladies vénériennes.
En mars 1907, il est nommé directeur par intérim d'un hôpital de Gwangjewon (광제원 廣濟院). Du 1er au 25 avril 1907, il est directeur de l'hôpital, avec le poste simultané de directeur du département d'hygiène du ministère de l'Intérieur.
Le 1er janvier 1910, il prend ses fonctions de PDG du journal Événements actuels (시사신문). En 1910, il rejoint le Club Jeongwu (정우회), un club politique pro-japonais.

### Après l'annexion de la Corée

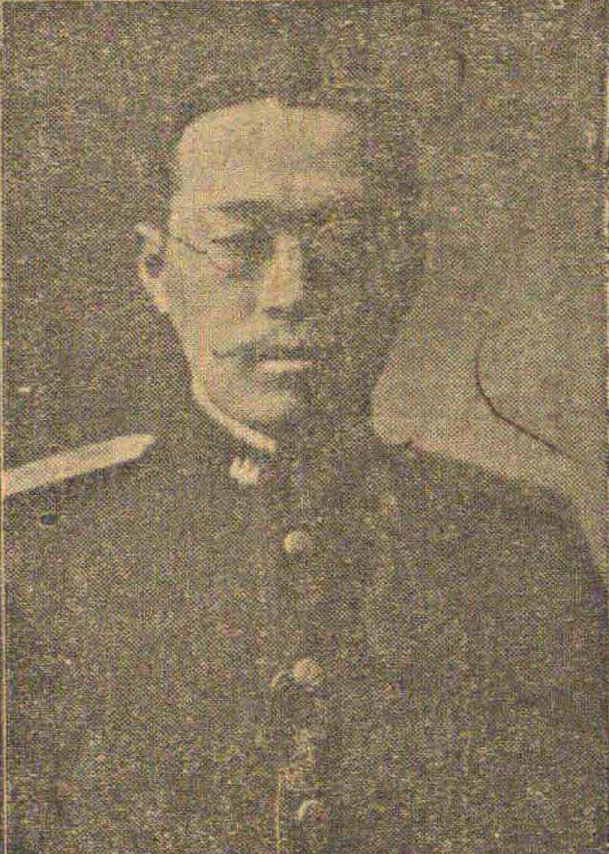
Min Won-sik en 1913.

En 1910, après la  signature du traité d'annexion de la Corée, Min siège à l'Institut consultatif central du gouverneur-général de Corée. Dès le début de la période japonaise, il plaide pour une autonomie coréenne accrue et des droits politiques au sein de l'empire du Japon. En juillet 1911, il est nommé gouverneur du comté de Yangji et en mars 1914, gouverneur du comté d'Icheon. À plusieurs reprises, il adresse une pétition au gouverneur-général japonais pour obtenir le droit de vote pour les Coréens, mais ses pétitions sont rejetées. De 1915 à 1917, il est commissaire du comité d'arpentage de la province du Gyeonggi et, en septembre 1917, il est nommé gouverneur du comté de Goyang. En 1919, il se prononce contre le mouvement du 1er mars, estimant que l'indépendance coréenne est alors impossible. Il pense que le mouvement indépendantiste coréen ne fait que créer une violence inutile et est préjudiciable à la cause d'une autonomie accrue de la Corée, qui, selon lui, peut être obtenue dans le cadre du système juridique japonais existant.
En novembre 1919, il démissionne de son poste de gouverneur du comté de Goyang et est immédiatement reconduit dans ses fonctions à l'Institut consultatif central du gouverneur-général de Corée.
En juillet et novembre 1920, puis de janvier à février 1921, Min se rend au Japon pour s'entretenir avec les législateurs de la Diète du Japon, à la fois à la Chambre des représentants et à la Chambre des pairs, afin de promouvoir la cause de l'autonomie coréenne. Il séjourne à Tokyo et rencontre également d'autres intellectuels japonais. Cependant, ses efforts pour promouvoir l'autonomie et de meilleurs droits pour les Coréens sous la domination japonaise se heurtent à une forte opposition de la part du mouvement indépendantiste coréen.

### Assassinat
Le 17 février 1921, alors que Min séjourne à l'Hôtel impérial de Tokyo, il est poignardé par le militant indépendantiste coréen Yang Keun-hwan, déguisé en charpentier. Il est emmené à l' hôpital de l'université impériale de Tokyo mais décède des suites de ses blessures.

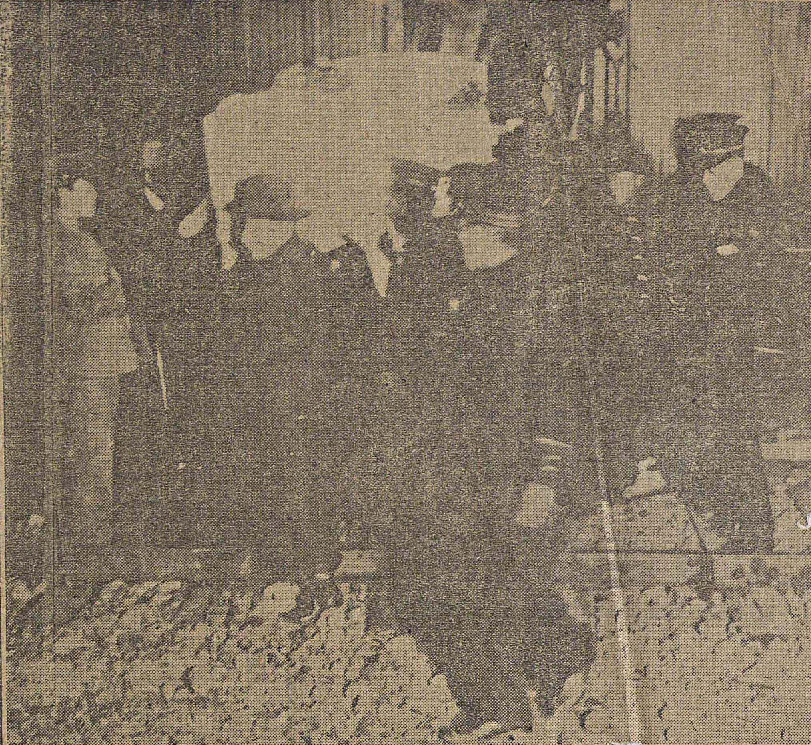
Déplacement de son corps à Namdaemun.

Le cercueil de Min est déplacé par bateau et par train pour les funérailles. Après une heure de service, son corps est transporté à Namdaemun. Ses funérailles durent trois jours et sont organisées par Eom Ju-myeong (son beau-frère) et Eon Jun-won (son beau-père). Son corps est enterré sur la colline voisine de Hongreung.
Après quelques années, sa tombe est ensuite déplacée dans l'enceinte du temple de Gaeunsa (en) à Séoul dans le quartier d'Anam-dong (en).

## Anecdote
Min Won-sik est le 7ème arrière-petit-fils de Min Yu-jung, le père de la reine Inhyeon, et le 6ème arrière-petit-fils de Min Jin-won, le deuxième frère aîné de la reine Inhyeon. Cela fait également de lui le 6ème arrière-petit-neveu de la reine Inhyeon. Ce qui en fait un parent éloigné de l'impératrice Myeongseong, de Min Young-ik et de l'impératrice Sunmyeonghyo (en). Il a également des liens distants avec l'empereur Gojong, Min Young-hwan, et Min Yeong-chan.
Min est également le septième arrière-petit-fils de Song Jun-gil (en).

## Œuvres

### Littéraire
- Au sujet de la gouvernance en Corée (조선 통치문제, 朝鮮統治問題), 1920

### Artistiques
- Muklando (묵란도 墨蘭圖)
- Mukmaedo (묵매도 墨梅圖)
- Mukjukdo (묵죽도 墨竹圖), 1914
- Kukhwa (국화 菊花)